# یاکوبوویزنا
یاکوبوویزنا (به لاتین: Jakubowizna) یک روستا در لهستان است که در گمینا خنوو واقع شده‌است.